# Beaniidae
Famille
Les Beaniidae sont une famille de Bryozoaires de l'ordre des Cheilostomatida.

## Liste des genres
Selon World Register of Marine Species (21 mars 2016) :
- genre Amphibiobeania Metcalfe, Gordon & Hayward, 2007
- genre Beania Johnston, 1840
- genre Stolonella Hincks, 1883